# Pierangelo Fornaro
Pierangelo Fornaro (Alessandria, 16 de marzo de 1970) es un guitarrista y compositor italiano.

## Biografía
Se graduó en los Conservatorios de Alessandria, Turín y Milán, en guitarra con Guido Margaria, en composición con Carlos Mosso, Gilberto Bosco y en música electrónica con Ruggero Tajé; se graduó en Ciencias Políticas con una tesis sobre la función política de la música, y finalizó el curso de arreglista de la Escuela de APM de Saluzzo, donde enseñó composición y arreglo.
Al final de los años noventa, junto con Corrado Carosio, fundó la sociedad artística Bottega del suono, con la que compuso y produjo música original para la televisión (No matarás, Rocco),  el cine (Mai + come prima, Buio)   y la publicidad (BMW, Intesa Sanpaolo, Coca Cola, Rai Canone, Fiat, 12.40).
La predilección por la música aplicada a las imágenes, en Pierangelo Fornaro se caracteriza por la fusión de las técnicas tradicionales de orquestación con las tecnologías electrónicas de producción y procesamiento de sonido, con un enfoque esencialmente multiestilístico.

## Filmografía

### Televisión
- 2006.- Colpi di sole, telecomedia, dirección de Mariano Lamberti.
- 2014.- Impazienti, miniserie, dirección de Celeste Laudisio.
- 2014.- Orange is the New Black, 1 episodio, dirección de Andrew McCarthy.
- 2015.. No matarás, serie de TV, dirección de Claudio Corbucci.
- 2016.- Rocco, dirección de Simone Spada.
- 2019.- Non ho niente da perdere, telefilme, dirección de Fabrizio Costa.
- 2019.- Oltre la soglia , dirección de Monica Vullo.
- 2021.- Digitare il codice segreto, telefilme, dirección de Fabrizio Costa.
- 2022.- Vostro onore, dirección de Alessandro Casale.
- 2022.- El rey, dirección de Giuseppe Gagliardi.
- 2022.- Una scomoda eredità, telefilme, dirección de Fabrizio Costa.

### Cine
- 2003.- Hannover, dirección de Ferdinando Vicentini Orgnani.
- 2005.- Mai + Come Prima, dirección de Giacomo Campiotti.
- 2010.- Il re dell'isola, cortometraje de animación, dirección de Raimondo Della Calce.
- 2012.- Tutti i rumori del mare, dirección de Federico Brugia.
- 2013.- Vudu Dolls, cortometraje de animación, dirección de Raimondo de la Calce.
- 2015.- Banana, dirección de Andrea Jublin.
- 2019.- Buio, dirección de Emanuela Rossi.
- 2022.- Il mammone, dirección de Giovanni Bognetti.

## Reconocimientos
- Premio Colonnesonore.net 2016 a la Mejor música para una serie televisiva italiana por Rocco Schiavone. [6]
- 48° Key Award cat. Sound Design por el anuncio de Cucine LUBE. [7]
- Premio miglior colonna sonora en el 17º Génova Film Festival por Vudu Dolls.[8] [9]
- Concorso di Composizione Angelo Francesco Lavagnino para músicas de películas 2003.[10]